# 蒲池豊庵
蒲池 豊庵（かまち ほうあん、生没年不明）は、江戸時代中期の武士。久留米藩の郷士。朽網宗常の子。蒲池豊卓、朽網豊庵とも。
豊庵は、蒲池氏第17代の蒲池鎮漣の娘蒲池徳子の曾孫にあたり、祖父鎮明が継いだ蒲池姓を名のり、蒲池一族の歴史として『蒲池物語』を著した。子は朽網洞摩で、朽網氏に復姓している。

## 系譜
- 父：朽網宗常
- 母：不詳
- 妻：不詳
  - 男子：朽網洞摩